# 黃金海岸 (非洲)
5°27′N 0°58′W / 5.450°N 0.967°W
黃金海岸（英語：Gold Coast）是西非几内亚湾地区的名称，以其自身主要出口资源黃金而得名，歷史上先後被葡萄牙、荷蘭、勃蘭登堡、普魯士、瑞典、丹麥-挪威與英國殖民統治。黃金海岸於1957年與英屬多哥蘭共组加纳自治领，现为獨立国家加納共和國。

## 詞源與位置

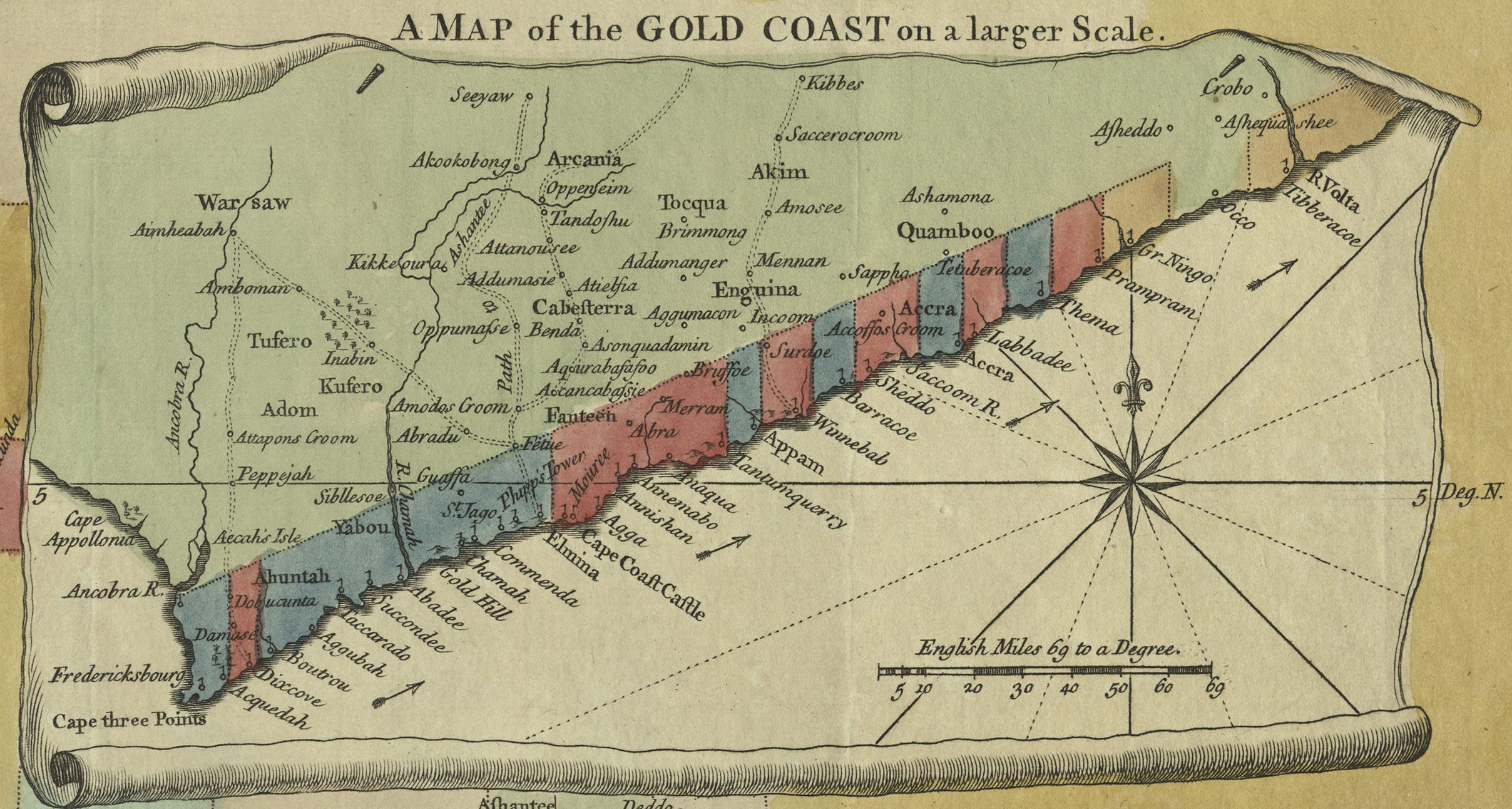
理查德·威廉·西尔的1750年黃金海岸地图

黄金海岸與奴隸海岸、胡椒海岸（又稱“穀物海岸”）均以自身主要出口资源得名。“黄金海岸”一词早期僅指海岸而非内陆，直至19世纪方开始指远离海岸的地区。黄金海岸在象牙海岸（科特迪瓦）以东、奴隶海岸以西。

## 領土實體
黃金海岸曾有以下殖民地：
- 葡屬黃金海岸（英语：Portuguese Gold Coast）（葡萄牙）
- 荷屬黃金海岸（荷蘭）
- 勃蘭登堡（普魯士）屬黃金海岸（勃蘭登堡侯國、普魯士王國）
- 瑞屬黃金海岸（英语：Swedish Gold Coast）（瑞典）
- 丹屬黃金海岸（丹麥-挪威）
- 英屬黃金海岸（英國）

加纳是現時黄金海岸一帶大概的法定名称，由以下四个独立的部分组成，而該四處在独立前具有不同的宪制地位：
- 黃金海岸直轄殖民地
- 阿散蒂直轄殖民地
- 黃金海岸北領地保護國（英语：Northern Territories of the Gold Coast）
- 多哥蘭託管地（英屬）

英国政府在查尔斯·阿登-克拉克主導下通過《1957年加納獨立法令》。利斯托爾伯爵解释“加納”一名是“根据黄金海岸人民的意愿”而选择的。

## 历史

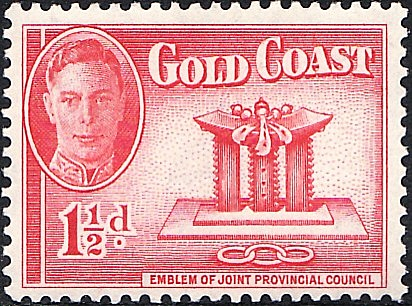
1930年代印有乔治六世的黄金海岸金凳郵票

葡萄牙最先對黃金海岸領土進行聲稱，並建立葡屬黃金海岸。荷兰人於1598年抵达黃金海岸，並於1642年将葡屬黃金海岸併入荷屬黃金海岸。荷兰人一直留在黃金海岸，直至1871年英屬黃金海岸接管荷屬黃金海岸的最後一个聚居地。
勃兰登堡於1682年於黃金海岸建立殖民地，即勃蘭登堡屬黃金海岸，後為普魯士屬黃金海岸，直至1721年荷兰購入該處為止。瑞屬黃金海岸最早的聚居地於1650年建立。丹麦人於1663年抵达黃金海岸，後來丹麥-挪威佔領瑞屬黃金海岸，並將其併入丹屬黃金海岸。黃金海岸的所有聚居地於1850年成為英屬黃金海岸的一部分。
1774年，馬拉茨·波素夫圍引述证人證詞稱“黑人地所有国家中最大的城市几内亚的国王拥有30磅重的黄金，因为那些黃金是在矿山中自然生成的，完全纯净、坚韧、未经冶炼即具可塑性”。而到了1871年，英国已佔領整个黄金海岸。英國在19世纪末對阿散蒂的戰爭後佔領更多的内陆领土。1957年，黄金海岸直轄殖民地、阿散蒂直轄殖民地、黃金海岸北領地保護國與英屬多哥蘭共组加纳自治领，獨立成為英联邦成員國。